# Jednov
Jednov, ve starších verzích z 19. století Gednow nebo Ainserov (německy původně Einsersdorf, ve 20. století Ainsersdorf), je vesnice, část obce Suchdol v okrese Prostějov v Olomouckém kraji. Nachází se asi 1 km na západ od Suchdola. V roce 2009 zde bylo evidováno 94 adres. V roce 2001 zde trvale žilo 214 obyvatel. V místě se nachází poutní kostel Navštívení Panny Marie a větrný mlýn holandského typu z poloviny 19. století.
V Jednově se nachází obecní úřad obce Suchdol, pošta, mateřská školka, prodejna potravin. Zajímavostí Jednova je i někdejší příslušnost části intravilánu (včetně samotné školky) k již zrušenému katastrálnímu území Klárky.
Jednov leží v katastrálním území Suchdol u Konice o výměře 5,1 km2.

## Název
Vesnice při založení dostala německé jméno Ainsersdorf - "Ainserova ves" podle majitele, svobodného pána z Ainsern. České jméno vzniklo mylnou domněnkou, že v první části je německé eins – "jedna".

## Historie
První písemná zmínka o obci pochází z 18. století. V obci je pramen, který byl jediným zdejším zdrojem pitné vody. Původně zdejší mlynář Martin Kroutil nechal nad pramenem postavit mariánskou kapličku. Majitelem místního statku byl v 18. století olomoucký klášter sv. Kláry. Tito vlastníci zde v roce 1763 nechali původní kapli zbořit a na jejím místě vybudovali nový mariánský poutní kostel. Osada, vytvořená kolem kostela převážně z obydlí prodavačů poutního zboží, byla tehdy nazývána „Nova villa Suchdolensis“ nebo „Parva villa Suchdol“. Poutní kostel byl v letech 1806 – 1809 rozšířen a roku 1911 zde byla postavena nová kostelní věž. Až do roku 1849 byl Jednov samostatnou obcí.

## Obyvatelstvo

### Struktura
Vývoj počtu obyvatel za celou obec i za jeho jednotlivé části uvádí tabulka níže, ve které se zobrazuje i příslušnost jednotlivých částí k obci či následné odtržení.
| Místní části   | Místní části | 1869 | 1880 | 1890 | 1900 | 1910 | 1921 | 1930 | 1950 | 1961 | 1970 | 1980 | 1991 | 2001 | 2011 |
| -------------- | ------------ | ---- | ---- | ---- | ---- | ---- | ---- | ---- | ---- | ---- | ---- | ---- | ---- | ---- | ---- |
| Počet obyvatel | část Jednov  | 319  | 333  | 305  | 342  | 357  | 339  | 316  | 279  | 323  | 316  | 267  | 226  | 214  | 206  |
| Počet domů     | část Jednov  | 46   | 46   | 49   | 47   | 49   | 52   | 56   | 70   | 0    | 80   | 70   | 79   | 82   | 81   |

## Pamětihodnosti
- poutní kostel Navštívení Panny Marie
- krucifix

## Fotogalerie

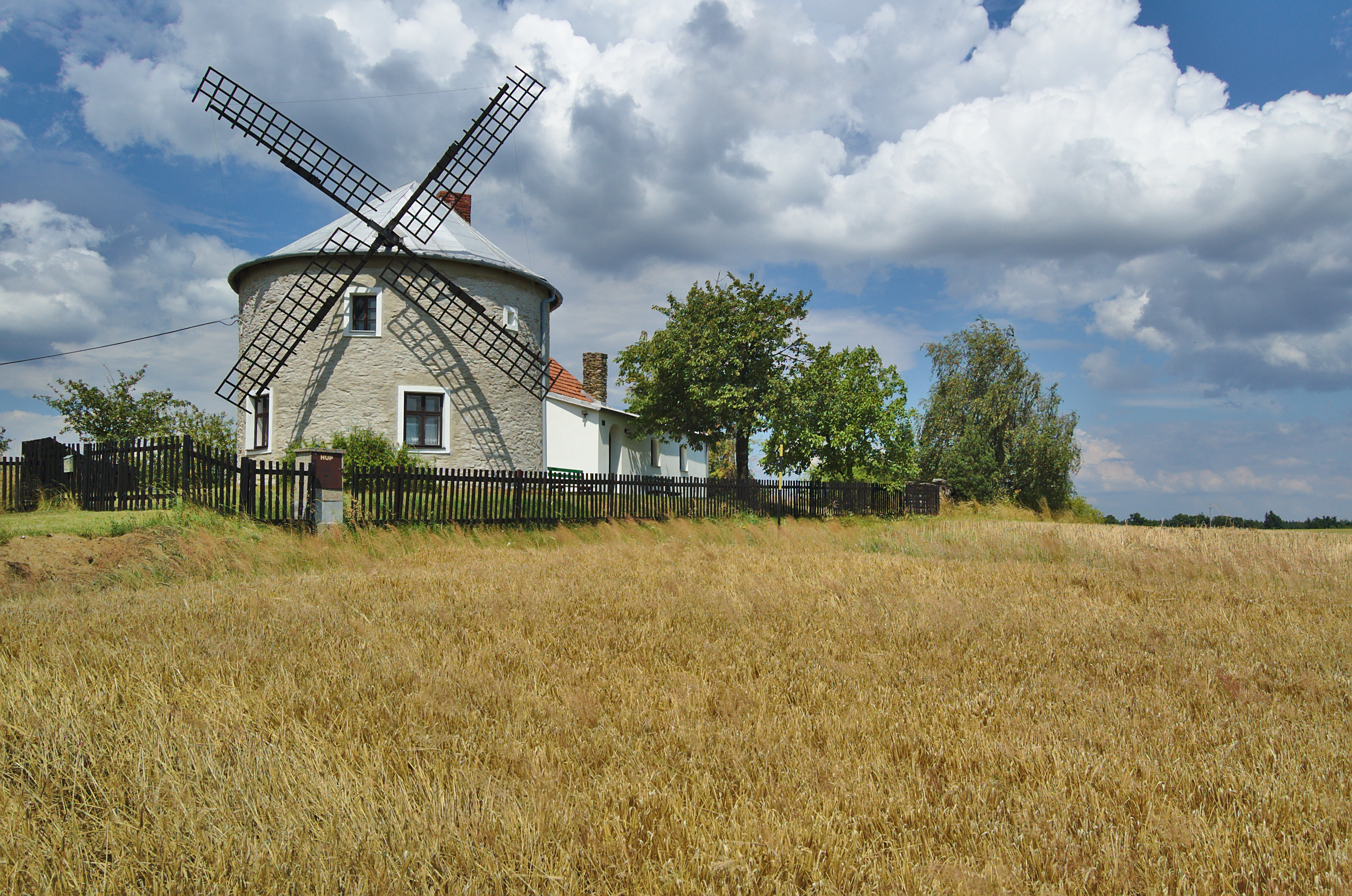
Větrný mlýn
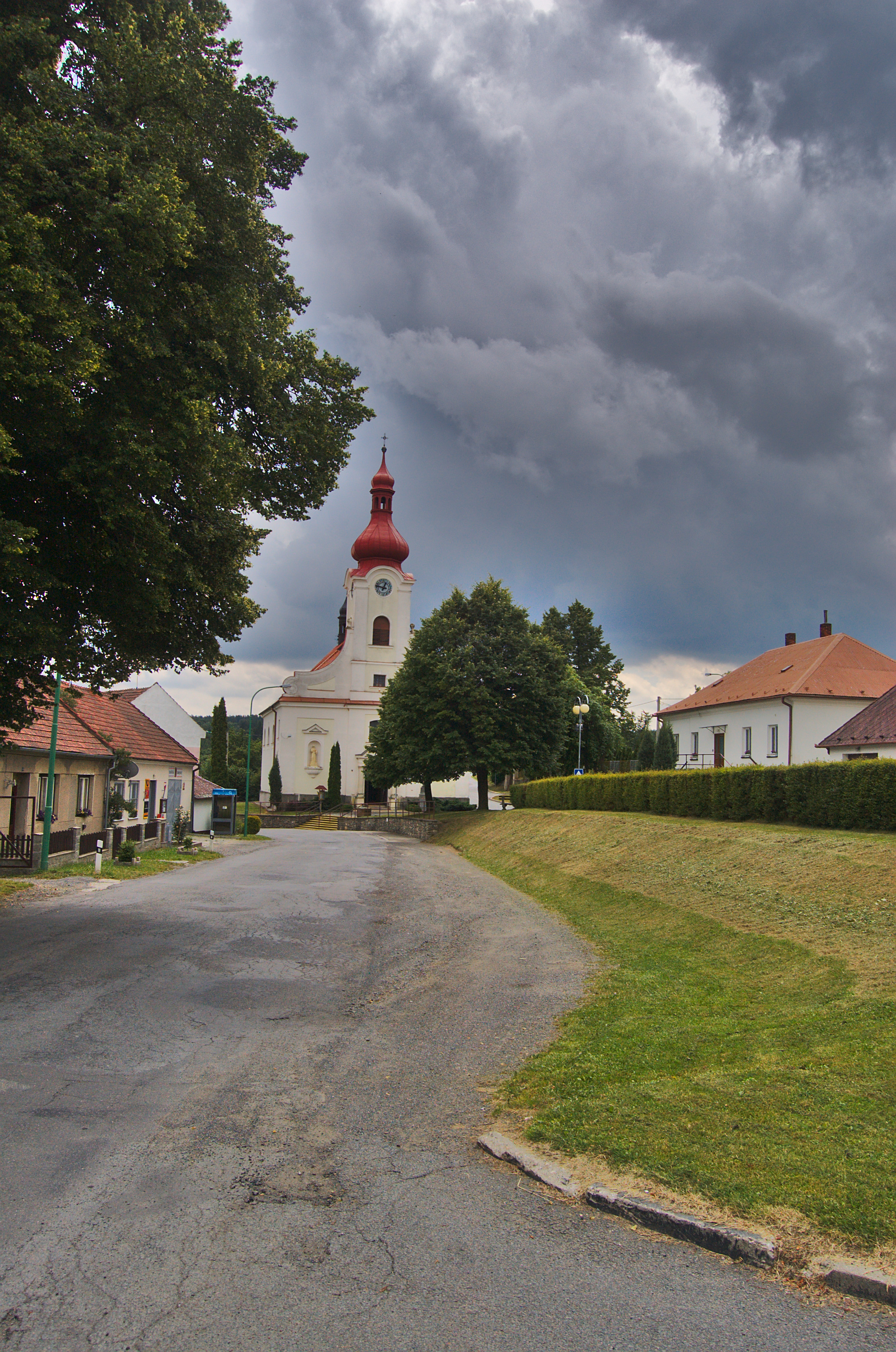
Kostel Navštívení Panny Marie
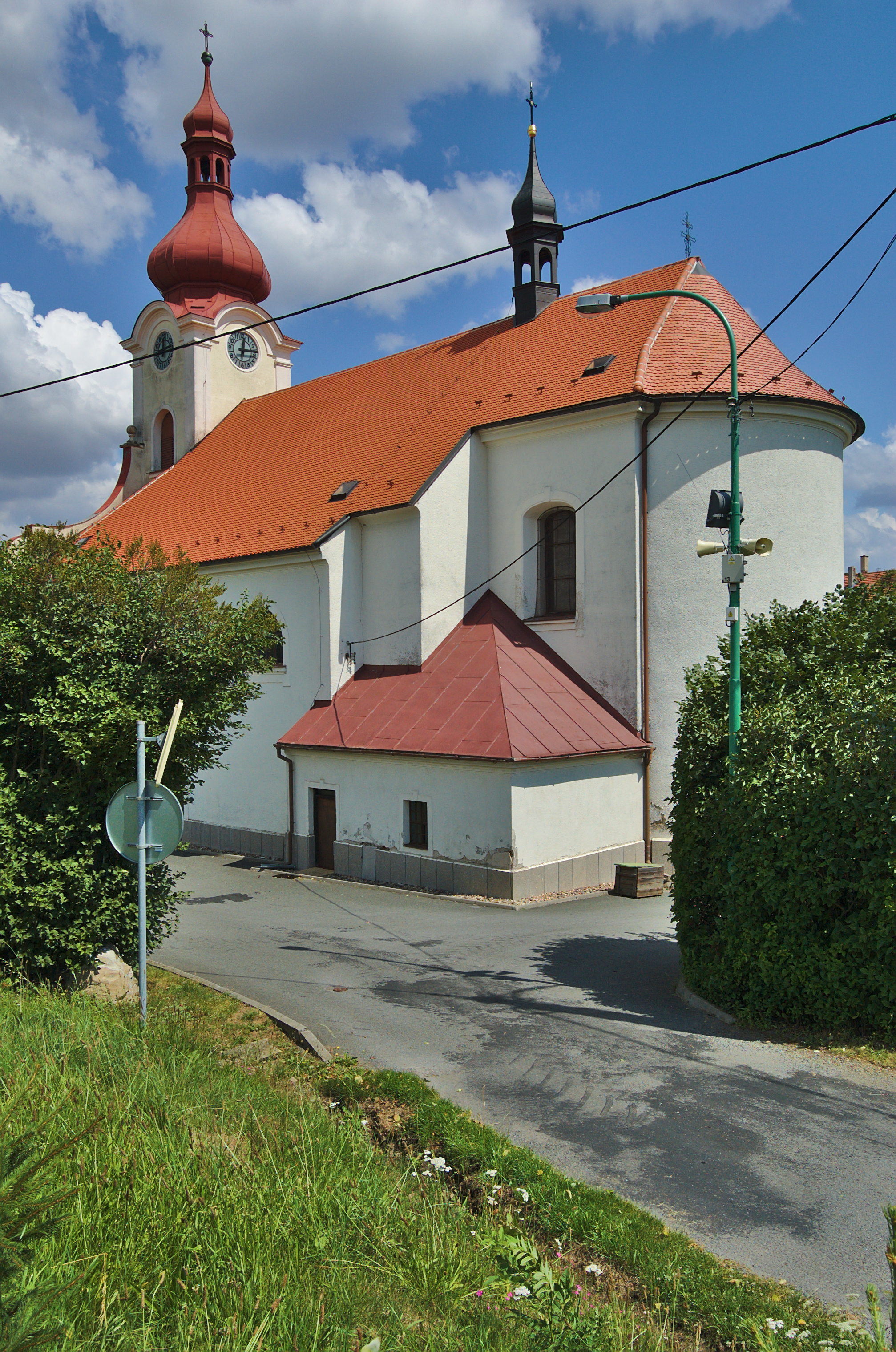
Kostel Navštívení Panny Marie
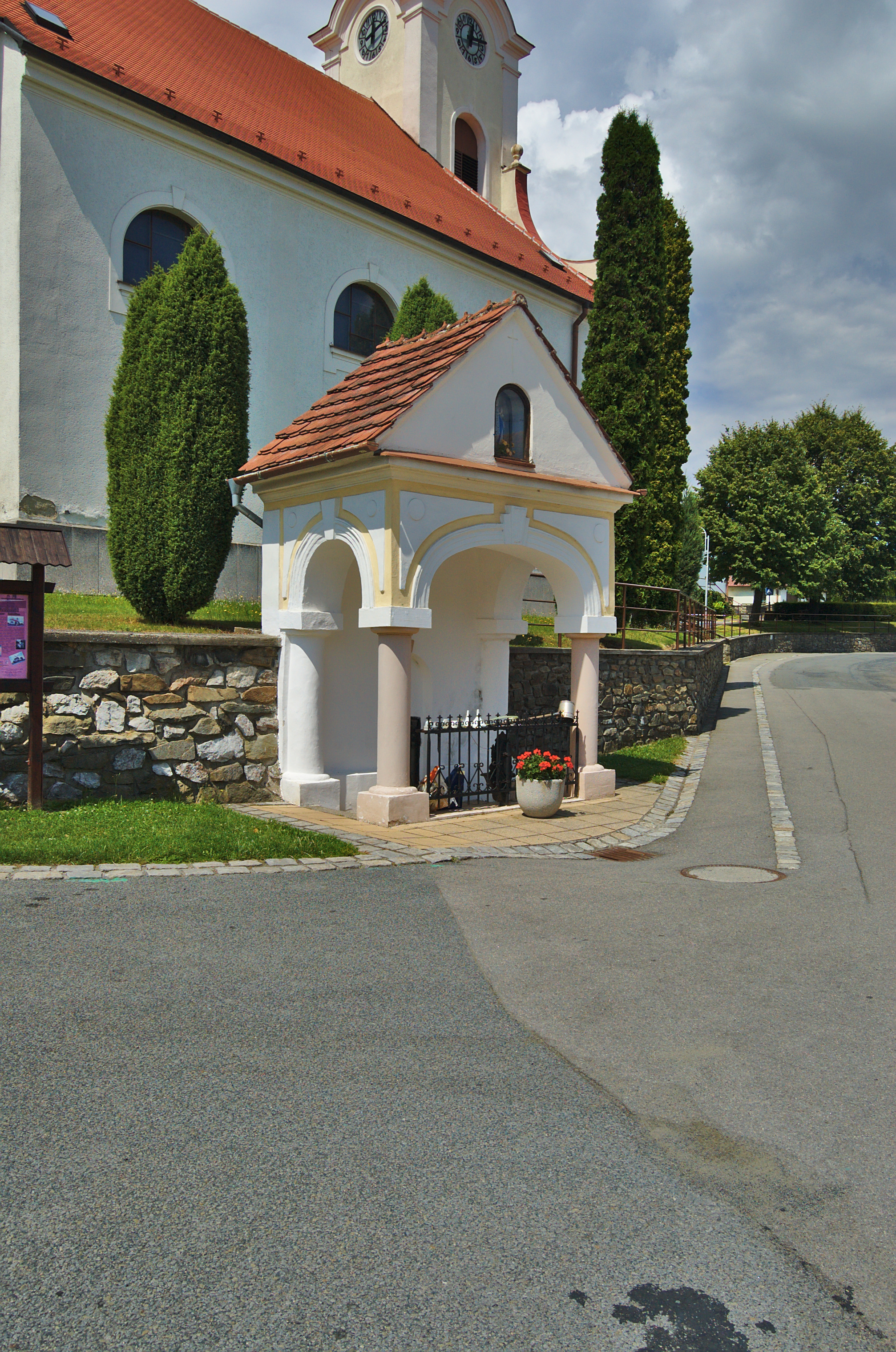
Kaplička se studánkou pod kostelem Navštívení Panny Marie
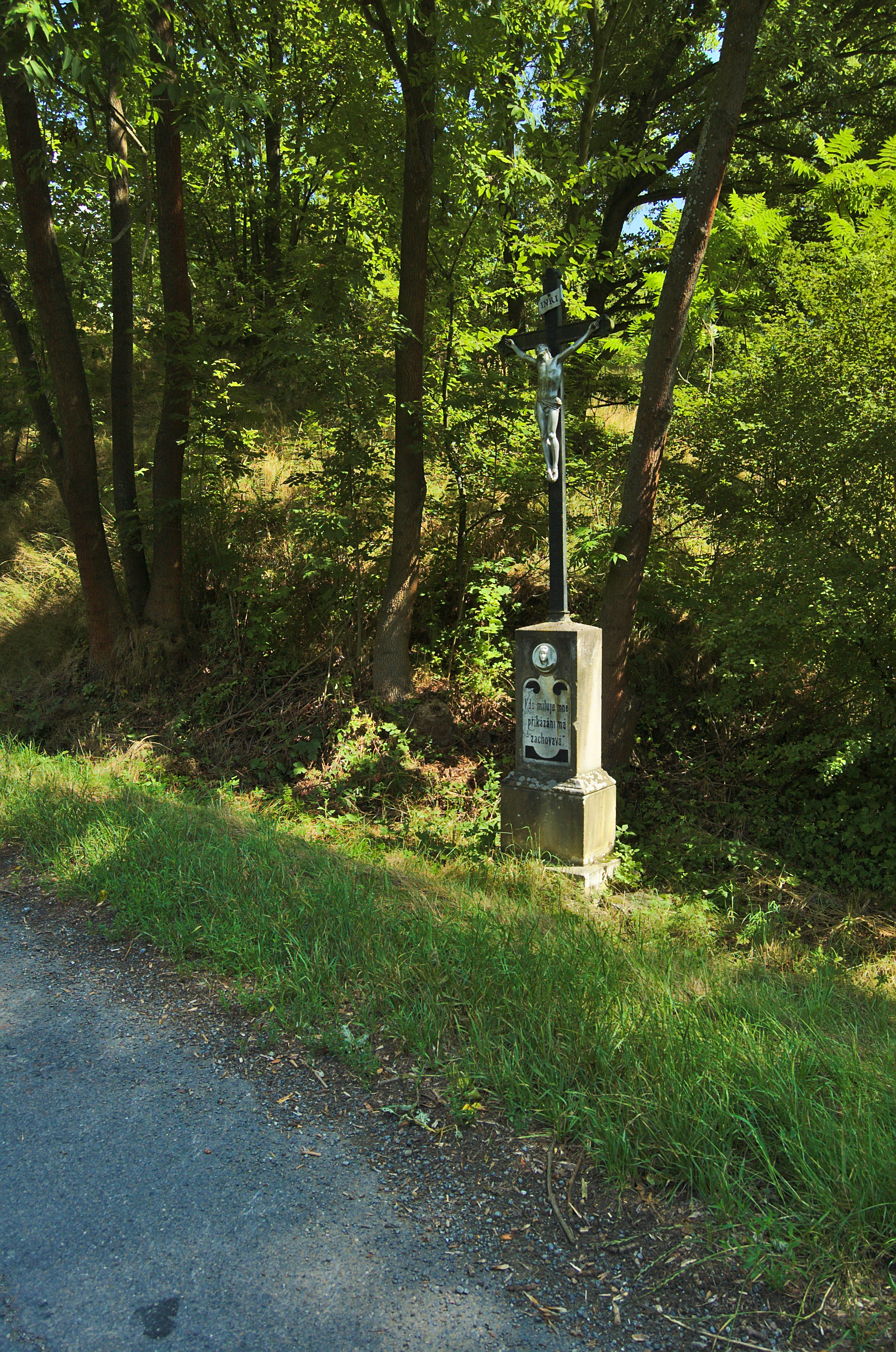
Kříž na konci vesnice u silnice na Hrochov
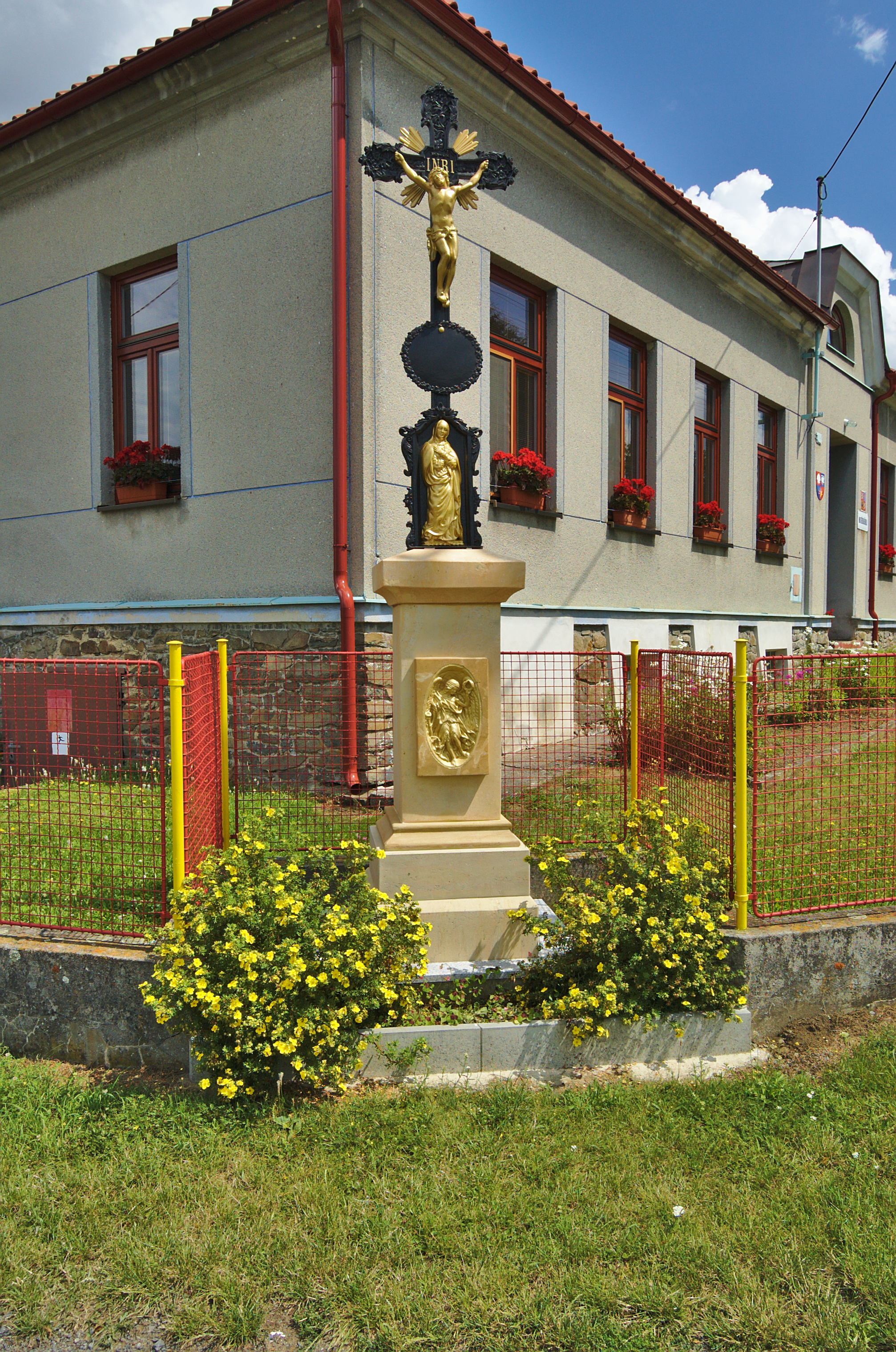
Kříž na křižovatce před školkou
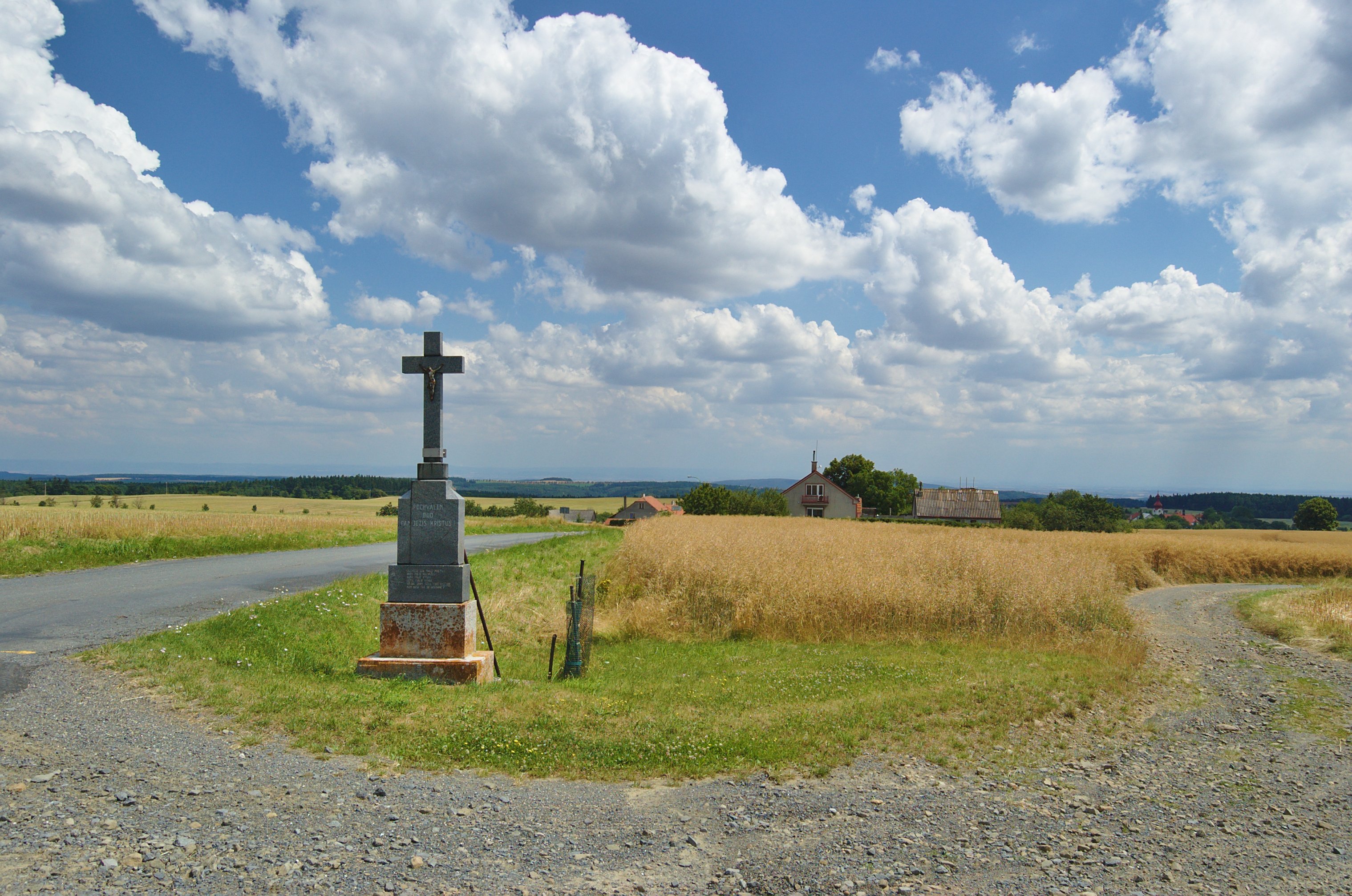
Kříž nad obcí u silnice na Labutice
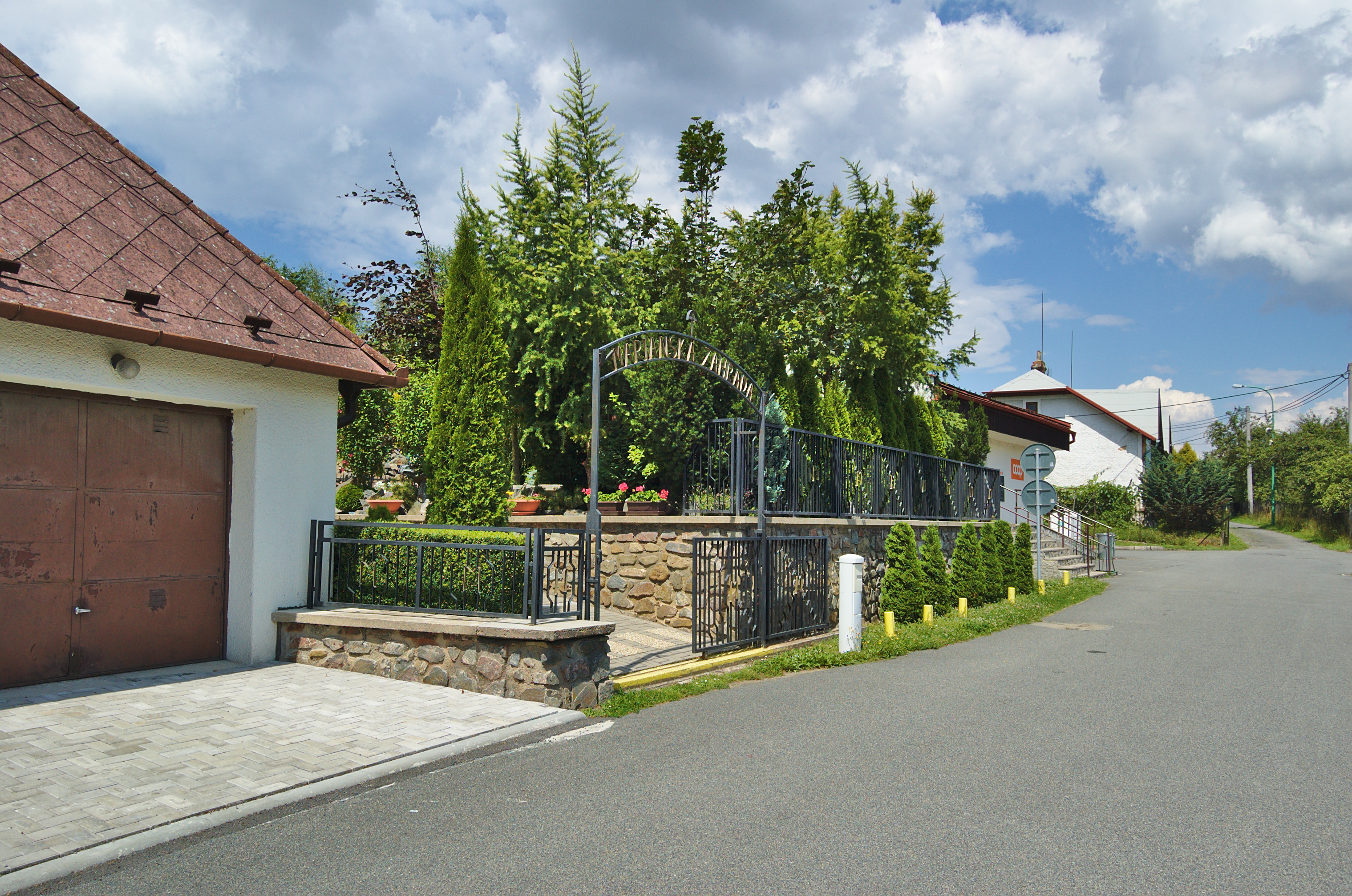
Mariánská zahrada
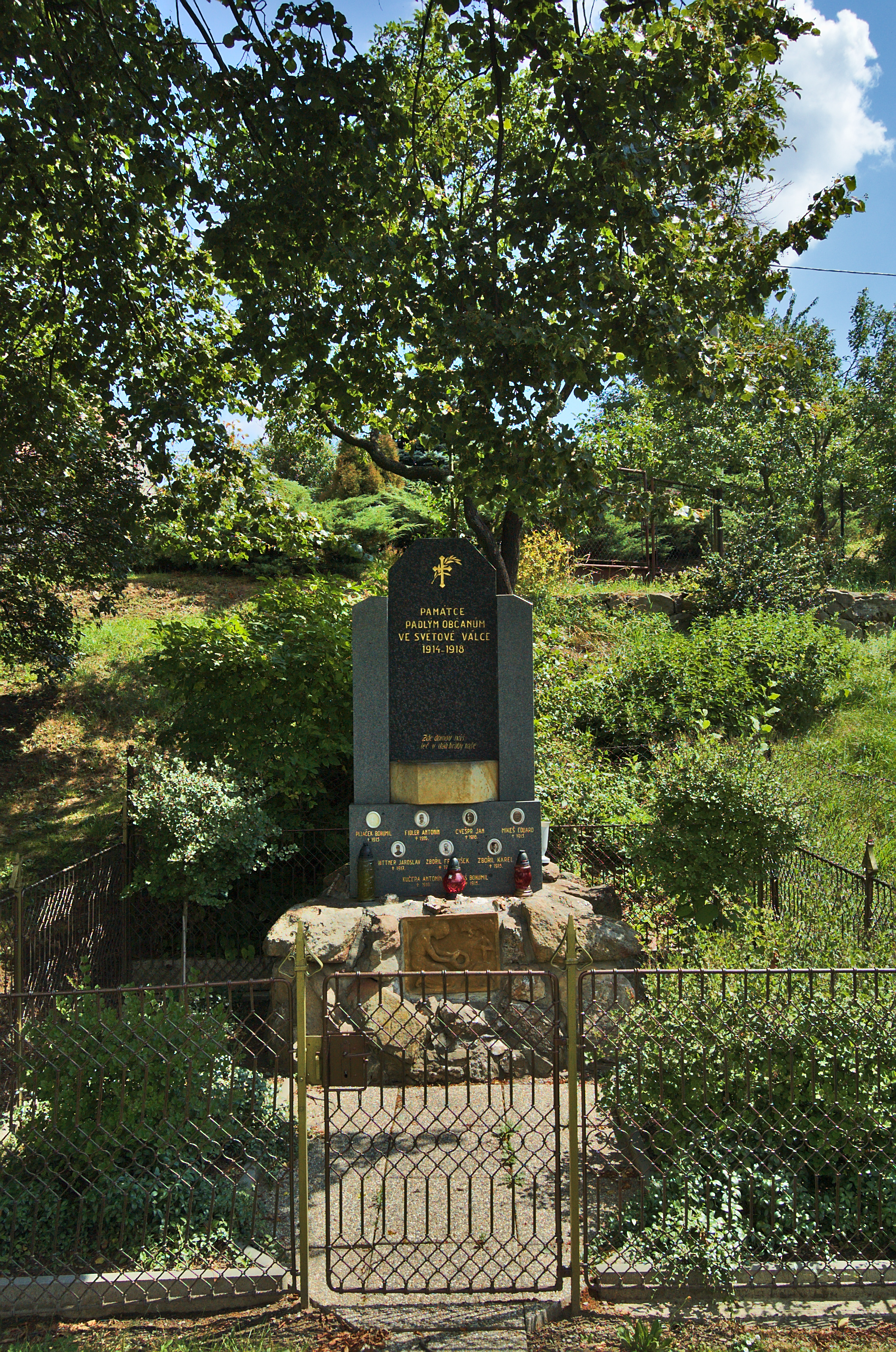
Památník obětem první světové války
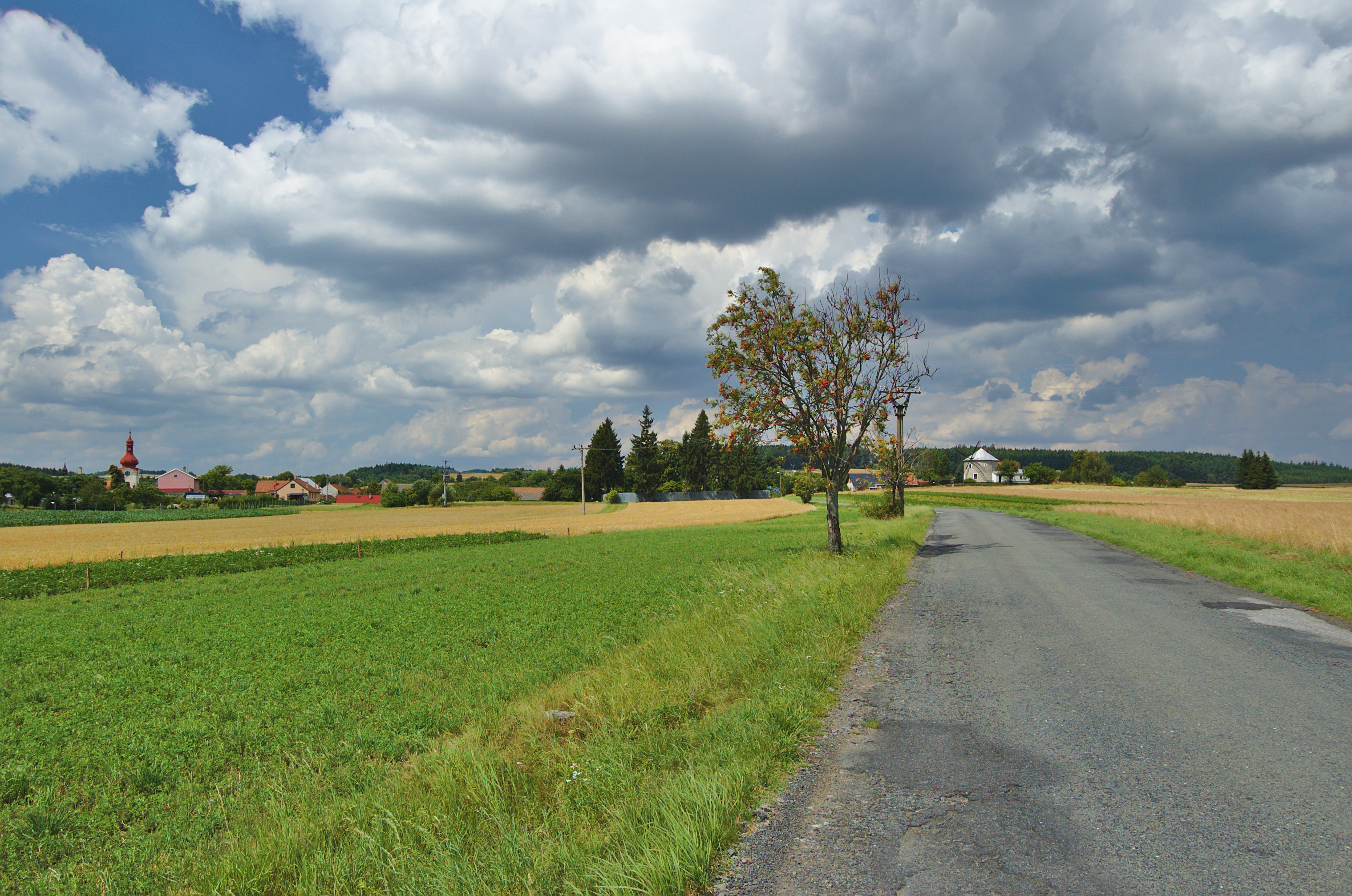
Pohled na Jednov ze silnice od Suchdola
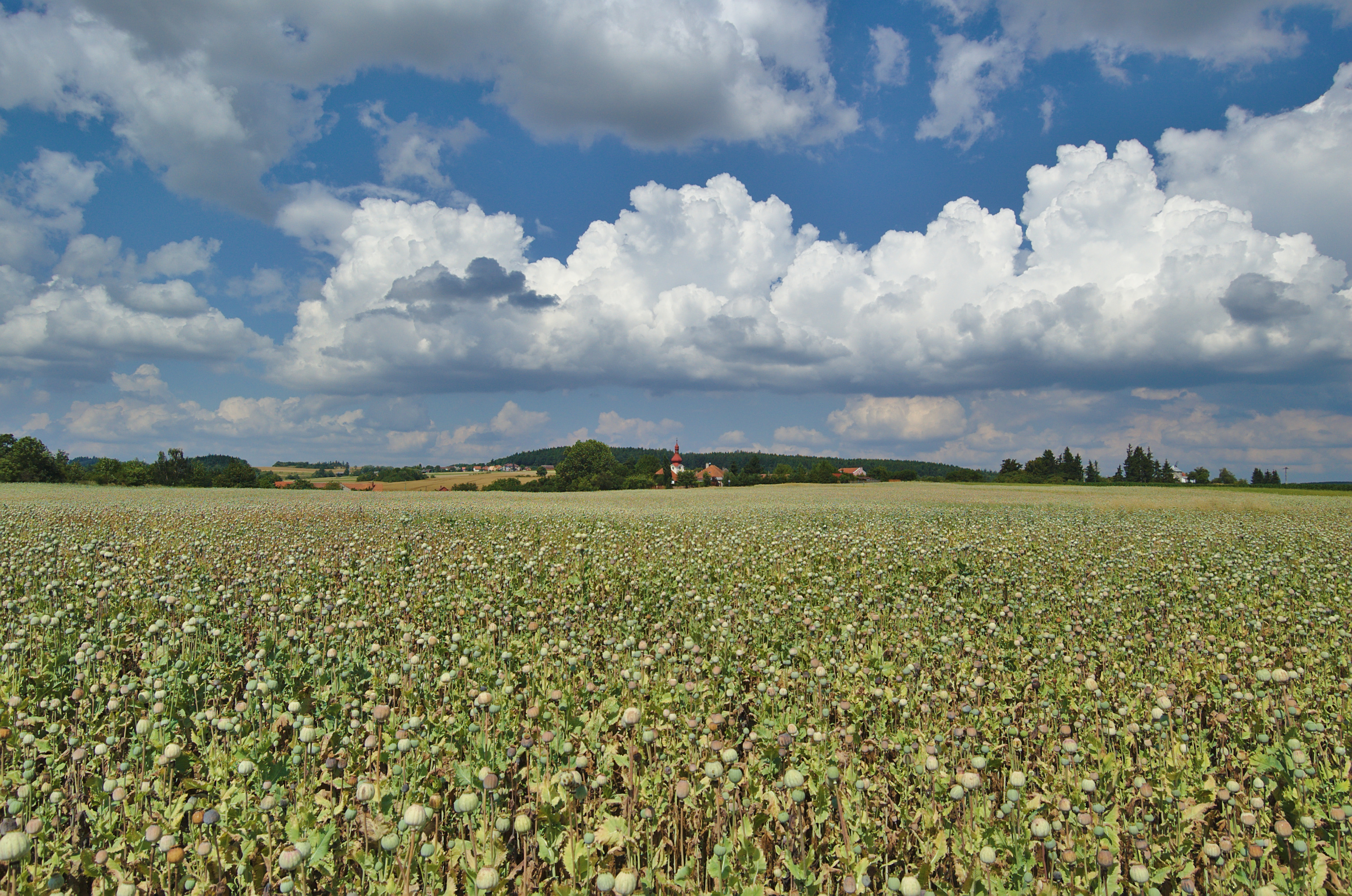
Pohled na Jednov od východu
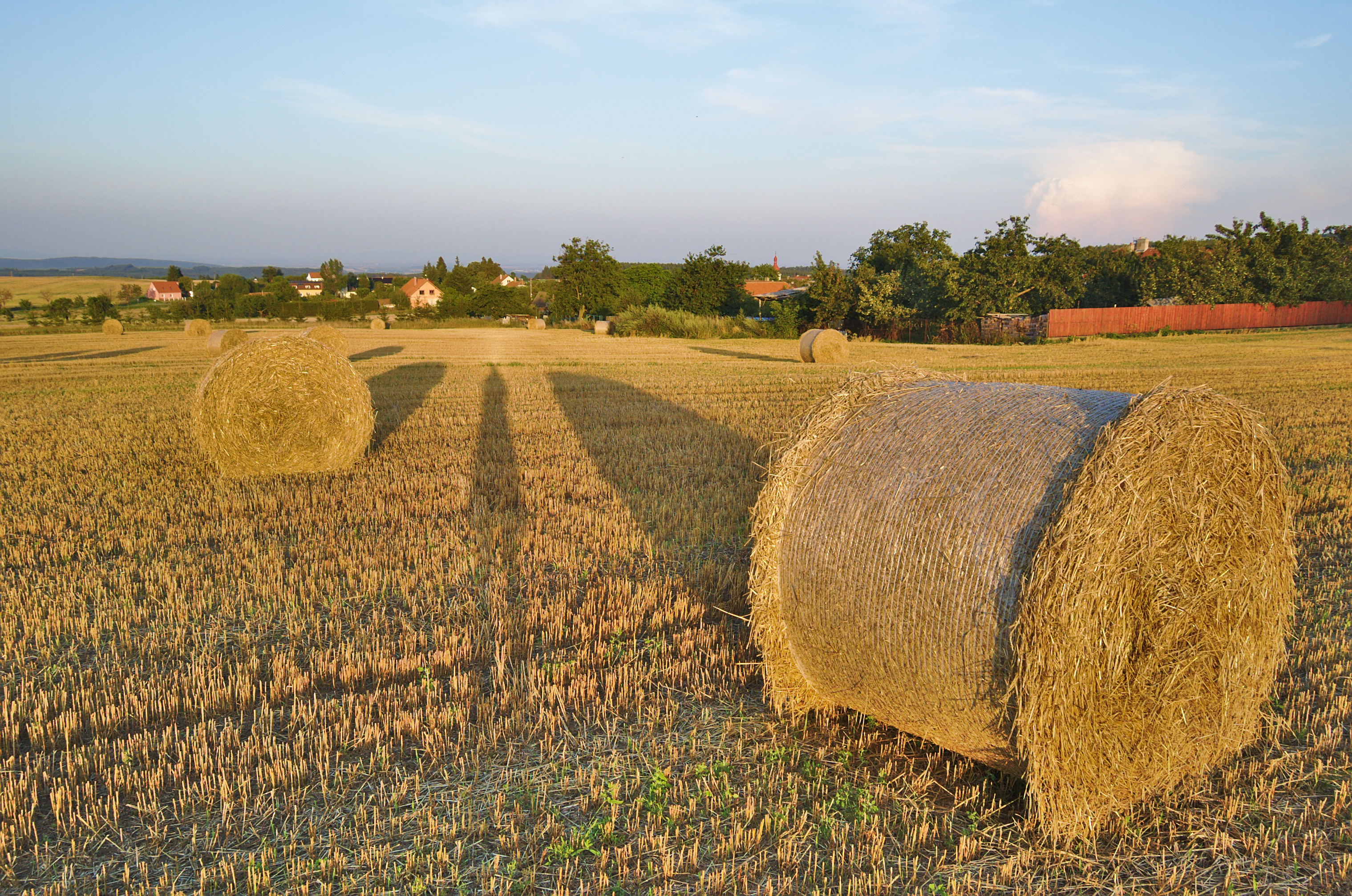
Pohled na obec od západu